# بطنج غدي
البطنج الغدي أو الستاكس الغدي (باللاتينية: Stachys glandulifera) نوع نباتي يتبع جنس البطنج من الفصيلة الشفوية.

## الموئل والانتشار
موطنه بلاد الشام.